# Heteropterys aequatorialis
Heteropterys aequatorialis är en tvåhjärtbladig växtart som beskrevs av W.R.Anderson. Heteropterys aequatorialis ingår i släktet Heteropterys och familjen Malpighiaceae. Inga underarter finns listade i Catalogue of Life.